# Pachyseris rugosa
Pachyseris rugosa là một loài san hô trong họ Agariciidae. Loài này được Lamarck mô tả khoa học năm 1801.

## Hình ảnh

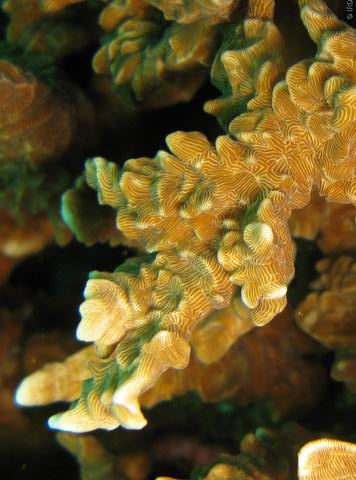
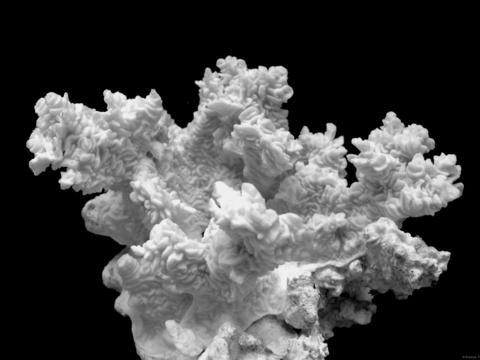
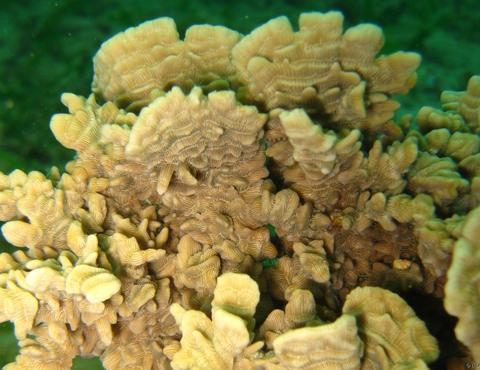